# Евролига по хоккею на траве
Евролига по хоккею на траве (англ. Euro Hockey League, EHL) — ежегодное международное соревнование мужских клубных команд по хоккею на траве, организуемое Европейской федерацией хоккея на траве. В турнире участвуют 24 лучшие мужские клубные команды из стран Европы. Турнир впервые проводился в 2007—2008 годах, когда он заменил два других европейских клубных турнира — мужской Кубок европейских чемпионов по хоккею на траве (англ. EuroHockey Club Champions Cup), где участвовали команды-победители национальных чемпионатов, и Европейский кубок II (англ. European Cup II), где участвовали команды-победители национальных кубковых соревнований.

## Регламент турнира
В турнире участвуют 24 клубных команды из 12 стран-членов Европейской федерации, имеющих наиболее высокие позиции в рейтинге Федерации. Хотя турнир и называется «лига» (что подразумевает организацию соревнования как чемпионат), но после 1-го раунда (игр в группах по «круговой» системе) команды играют уже по «кубковой» системе с выбыванием (подобно Кубку чемпионов УЕФА в футболе).

## Победители турнира
| Год       | Чемпион                        |
| --------- | ------------------------------ |
| 2014/2015 | (проводится в настоящее время) |
| 2013/2014 | Harvestehuder THC              |
| 2012/2013 | HC Bloemendaal                 |
| 2011/2012 | UHC Hamburg                    |
| 2010/2011 | HGC                            |
| 2009/2010 | UHC Hamburg                    |
| 2008/2009 | HC Bloemendaal                 |
| 2007/2008 | UHC Hamburg                    |